# 天巡者
《天巡者》（英語：The Devil Punisher），2020年三立華人電視劇週日十點檔系列的第五十部作品。由賀軍翔、邵雨薇領銜主演，
陳璽安、程雅晨、周曉涵、楊銘威、張洛偍主演。是部跨越時空的奇幻愛情神仙劇，被稱為是台版《孤單又燦爛的神－鬼怪》，是三立電視二度與Netflix合作作品，也是三立年度旗艦戲劇。本劇獲得中華民國文化部107年度電視節目製作補助案連續劇類補助2300萬元。於2020年2月20日開鏡，7月12日殺青。台視於10月25日首播。而三立都會台則於10月31日播出，劇末播出幕後花絮《天巡輪迴簿》播放漏網鏡頭，戲末後會在Vidol影音頻道上傳播出，接檔《浪漫輸給你》。

## 大綱
台灣在地神祇－鬼王鍾馗魔抓鬼的神幻旗艦大戲，透過溫暖寫實的故事，娓娓道出現在的社會，貪嗔痴就像住在人們心中的惡鬼，蒙蔽了人心應有的善良與清澈，人心甚至比鬼可怕。
孟婆1087千年來在奈何橋畔煮著孟婆湯，日復一日的工作讓她產生職業倦怠，一直希望可以除役去過平凡的生活，鍾馗總是不苟言笑一臉寒霜，但每次經過奈何橋，總是特別留心孟婆，那是因為他對於她，有個深藏千年的秘密，因為一場奈何橋大爆炸，再次牽起前世緣分，鍾馗追尋被惡鬼挾持的孟婆到人間，守候千年的情深緣淺是否能修成正果？收妖除魔的驅魔真君—鍾馗在人間因為受到孟婆善解人意個性的影響，逐步開始幫助許多怨念未解、滯留人間的鬼魂。

## 播出時間

### 首播
| 頻道       | 播出國家 | 播出日期       | 播出時間            | 備註                                 |
| ---------- | -------- | -------------- | ------------------- | ------------------------------------ |
| 台視綜合台 | 臺灣     | 2020年10月25日 | 每週日 22:00－23:30 | 2021年3月14日（第20集）22:00 - 23:40 |
| 三立都會台 | 臺灣     | 2020年10月31日 | 每週六 22:00－23:30 | 2021年3月20日（第20集）22:00 - 23:40 |
| Vidol      | 臺灣     | 2020年10月31日 | 每週六 22:00上架    | 僅第一集為免費， 其餘集數需VIP會員   |
| Netflix    | 全世界   | 2020年10月26日 | 每週一 00:00上架    | 全集需會員觀賞                       |

### 重播
| 頻道       | 播出國家 | 播出日期                     | 播出時間            |
| ---------- | -------- | ---------------------------- | ------------------- |
| 台視主頻   | 臺灣     | 2020年11月1日                | 每週日 00:00－01:30 |
| 台視主頻   | 臺灣     | 2020年11月1日                | 每週日 13:00－14:30 |
| 三立都會台 | 臺灣     | 2020年11月1日                | 每週日 02:00－03:30 |
| 三立都會台 | 臺灣     | 2020年11月1日 （至11月22日） | 每週日 18:30－20:00 |
| 三立都會台 | 臺灣     | 2020年11月6日 （至11月20日） | 每週五 22:00－23:30 |
| 三立都會台 | 臺灣     | 2020年11月7日                | 每週六 03:00－04:30 |
| 三立都會台 | 臺灣     | 2020年11月7日                | 每週六 18:30－20:00 |

## 演員列表

### 主要演員
| 演員   | 角色   | 介紹 | 登場集數             |
| 賀軍翔 | 鍾馗   | 驅魔真君 已成神的鍾馗。在奈何橋爆炸事件後，為了把趁機竄逃到人間的亡靈抓回地獄和挽救孟婆，並查出背後真相的主使者，化身為麵包店的麵包師傅。有著明星級的帥臉，身手矯健、法力超群的他，白天是麵包店師傅，晚上則是鬼見愁的伏魔者，這一世的他自認是感情絕緣體，卻要面對延續自前世的情緣和親情，現在跟孟婆關係密切，但因孟婆遭盧杞威脅而分手。 | 全劇                 |
| 賀軍翔 | 鍾馗   | 已成神的鍾馗前世，與小冰是情人關係，但後被盧杞殺害。 | 1,11-16              |
| 賀軍翔 | 鍾正南 | 隱身成為麵包店師傅，實際上卻是收妖除魔的驅魔真君—鍾馗！鍾馗總是不苟言笑一臉寒霜，但每次經過奈何橋，總是特別留心孟婆，那是因為他對於她，有個深藏千年的秘密。地府發生奈何橋爆炸案，讓孟婆被吳青原挾持到人間，秦廣王授命他追查這件陰謀的來龍去脈，他一心要找到孟婆，並將吳青原逮捕歸案。誰知好不容易找到她，孟婆卻名叫孟心語，而且不記得他了！整件事情有太多謎題，因此鍾馗化名鍾正南，持續留在孟婆(孟心語)的身邊保護她。在人間因為受到孟心語善解人意個性的影響，逐步開始幫助許多怨念未解、滯留人間的鬼魂。 | 全劇                 |
| 邵雨薇 | 孟婆   | 鍾馗的前世情人 孟婆在惡鬼竟策動奈何橋爆炸事件時，被挾持到人間，但當鍾馗在人間找到她時，她已失去記憶，化名為孟心語，現在已記起自己孟婆的身份，跟鍾馗關係密切，但因前世記憶被喚起，加上被盧杞威脅，而跟鍾馗分手。 | 1,6-13,15,20         |
| 邵雨薇 | 小冰   | 孟婆前世。與鍾馗是情人關係。 | 1,11-16              |
| 邵雨薇 | 孟心語 | 大大的眼睛，皮膚白嫩，笑起來甜美可愛，樂觀、善良、熱心、癡情、執著、同情心旺盛、情感豐沛。雖然有時會傻氣地衝過頭，卻始終以真實的自我面對這個世界。當了孟婆千年，一直希望可以除役去過平凡的生活，雖然工作倦怠，但孟婆對通過奈何橋的亡靈們，總是抱著真摯的心，看著祂們投入輪迴，而且只要看見鍾馗帶領亡魂經過奈何橋，還會想要對他多看兩眼。奈何橋爆炸導致她掉落人間並且失憶，在人間看得見鬼，被恩熙“撿”回家，也用孟心語這個新名字在人間展開她新的旅程，一方面探索著失去的記憶，一方面也漸漸發現她對忽然出現在她面前的鍾正南，有著特殊的情感。 | 全劇                 |
| 陳璽安 | 盧博雅 | 大學教授 細心體貼、溫文儒雅的大學教授，學生為之瘋狂，所開的課堂堂爆滿。盧博雅有著過人的學歷，非常聰明，家中歷代長輩都是學道之人，加上他本身涉獵廣博，對科學跟玄學都自有一番見解。開了一家咖啡廳，因緣際會之下，召聘了孟心語來打工，卻對孟心語一見鍾情。透過孟心語認識了鍾正南之後，歷經幾次的奇怪事件，讓他發現正南並非普通人，因此也開始用他所學所知，協助正南解決許多事件，真實身分為鍾正南的死對頭盧杞。 | 全劇                 |
| 陳璽安 | 盧杞   | 前世為丞相，在古代時殺害鍾馗，進入魔道而被地府判刑，後來逃獄逃往人間，化身為大學教授盧博雅在人間活動，真正的盧博雅另有其人，但下落不明。表面上協助鍾馗(正南)解決許多事件，實際是策劃一切事件。 | 12-14（不露臉）15-20 |
| 程雅晨 | 李恩熙 | 東誼科大新聞系學生，心語的室友、好姐妹 前世為鍾馗妹妹鍾媚兒，經常身兼各種斜槓身份，為的就是拼命賺取學費跟生活費，雖然世故，但努力為生活打拼。李恩熙聰明、自尊心強、唯獨面對感情卻敏感又自卑。命運讓她跟有錢到爆的歐陽凱相遇，看起來天差地遠的兩人總是不對盤，但歡喜冤家互相鬥嘴的相處方式，卻讓歐陽凱漸漸愛上了李恩熙。愛情總是捉弄有情人，盧博雅幾次對恩熙伸出援手，讓恩熙對博雅的愛慕之心愈來愈盛，無奈博雅眼中看到的不是她，而是她的閨蜜孟心語，也因此被盧杞掌握住弱點，用邪靈控制恩熙而逐漸黑化，看到心語及教授的相處，越是感到痛苦，甚至想跟心語決裂，是盧杞用來破壞三界裂縫結界的引路人。最後一集中吃下孟心語製作的孟婆湯膠囊，洗去殘留在身上的惡鬼之氣，也一併洗去這一段時間與所有人相處的記憶。洗去記憶後的某天，在街道上看到鍾馗和孟心語，恢復記憶並對鍾馗微笑點頭。 | 全劇                 |
| 程雅晨 | 鍾媚兒 | 鍾馗前世的妹妹。嫁予的人是鍾馗的好友杜平。 | 13,18                |
| 周曉涵 | 秦廣王 | 地府第一殿的最高主管，鍾馗跟孟婆的直屬上司 冷豔妖嬈，氣場非凡，十足的御姐風範，任何人看到她都得敬重幾分，惟獨鍾馗不怕她。秦廣王對鍾馗若有似無，動不動就挑逗鍾馗，挺不安份，但鍾馗從不放在眼裡，只是兩人這樣的相處模式，一度讓心語對兩人產生懷疑。秦廣王洞悉先機，在鍾馗追查奈何橋爆炸案跟盧杞案一路以來，秦廣王利用自己的職權暗中給予他許多協助，但也因此而被天庭究責，處罰她留職停薪，落得軟禁的下場......。最後一集恢復職位，將孟婆1087正式更名為孟心語，並讓孟婆復職。 | 1,5,8,10,13,15-17,20 |
| 楊銘威 | 城隍   | 鍾馗的知交好友，兩人無話不談 鍾馗被上頭要求查清楚奈何橋爆炸案始末，以及為了尋找被脅持的孟婆，鍾馗在人間停留辦案，而掌管陰間司法體系的城隍，在鍾馗查察陰謀期間，給了許多的幫助。城隍看似油腔滑調，但辦事牢靠，與鍾馗、秦廣王相交千年，三人經常鬥嘴，但只要鍾馗需要，城隍使命必達，出人出力，為好友兩肋插刀在所不惜。也因為廣通各種陰間陽間事，講話又幽默風趣，是鍾馗的劍靈小七崇拜的偶像。 | 2-20                 |
| 張洛偍 | 歐陽凱 | 土豪校董 懶懶痞痞的，囂張得有點欠揍，總是不吝於展現自己多有錢，只要能用錢解決的問題都用錢解決，用錢解決不了的問題，就用更多錢解決。他唯一踢到鐵板的對象就是李恩熙，喜歡跟李恩熙作對逗她，但又老是逗失敗被反修理，不管遇到多大的挫折，在他的金魚腦裡也幾分鐘就可以自行代謝，完全不會困擾。歐陽凱其實本性十分善良，認識鍾正南之後，看到正南抓鬼十分崇拜，跟前跟後，希望可以被正南收為徒弟。叫正南老大。也因為愛上恩熙，歐陽凱開始反省自己，希望讓恩熙看到自己努力上進的一面。已正式入鍾馗門下。最後一集中，為了抵擋盧杞最後一擊予鍾馗（正南），卻差點誤傷李恩熙，他挺身護著李恩熙，最後死了，過後等待轉世。以及同集城隍說出歐陽凱就是鍾馗前世的好友杜平，並與李恩熙有七世姻緣，鍾馗聽完後露出瞭然的笑容。                                                                       | 2-20                 |
|        | 杜平   | 鍾馗前世的好友。娶予的人是鍾馗的妹妹鍾媚兒。 |                      |

### 其他演員
| 演員   | 角色   | 介紹 | 登場集數            |
| 陳博正 | 阿福   | 蝙蝠精 鍾馗身旁的幫手 協助斬妖除魔。 | 1-2,4-6,9-10,19-20  |
| 簡廷芮 | 小七   | 七星劍靈 鍾馗身旁的一把七星劍 協助斬妖除魔，能化成人形、劍形兩種型態，把城隍當作偶像崇拜。                                                                                            | 1-2,4,6-15,17,19-20 |
| 譚艾珍 | 蔡愛嬌 | 吳青原媽媽，麵包店的老闆。 | 1-4,6-10            |
| 尹昭德 | 吳青原 | 吳婆婆兒子 處處與鍾馗作對的厲鬼，在地府作亂並挾持孟婆，並逃到人間四處作亂。殺害李淑惠真正的兇手。雖然在人間作亂，但他其實是被利用的棋子，背後是受到盧杞的控制，讓他能在陰陽二界穿梭。 | 1-2,7-10,15-16      |

### 客串演員
| 演員   | 角色     | 介紹 | 登場集數          |
| 陳慕義 | 道士鬼   | 孤魂野鬼，指引心語有關亂心咒的事 | 1,8               |
| 大飛   | 警察     | 心語違規擺攤進行開單；處理趙家俊賣惑心水及暴斃身亡案件的員警。                                                                                         | 1,12-14           |
| 張翰   | 陳政明   | 李淑惠的老公，三明治胖卡老闆，因債務忍痛與妻假離婚，卻意外遭亡妻厲鬼追殺。                                                                             | 1-2               |
| 曾莞婷 | 李淑惠   | 癡情厲鬼 34歲，陳政明的老婆，以為被丈夫推下樓身亡化成厲鬼，後解開心結到地府報到轉世。                                                                  | 1-2               |
| 余彥宸 | 阿平     | 洪承佑的兒子，看得見爸爸的鬼魂。後到阿嬤家生活。 | 2-4               |
| 謝其文 | 洪承佑   | 阿平的爸爸，因工作過勞致死。後到地府報到轉世。 | 3-4               |
| 劉爾金 | 貨運老闆 | 洪承佑的老闆，對洪承佑的死不想負責任而想放火燒了公司，最終被警方逮捕歸案。                                                                             | 3-4               |
| 張倩   | 恩熙母   | 李恩熙的母親，因丈夫離世而開始酗酒賭博，後用恩熙和解                                                                                                   | 3-5               |
| 王碩瀚 | 趙家俊   | 月亮派校園偶像、東誼科大學生會會長 東誼科大姚慕青生日party及舉辦電影院聯誼活動時，他都有參與，高富帥外表下卻隱藏暴戾性情，賣惑心水、霸凌樣樣來。       | 1-2,5,11-13,16,20 |
| 葉衣庭 | 貴婦     | 在百貨公司跟被紅衣女鬼高嘉琪附身的姚慕青為了買一件禮服而爭吵，貴婦出價20萬。                                                                           | 4                 |
| 姚愛寗 | 高嘉琪   | 紅衣女鬼 在學校上吊自殺的紅衣女鬼，喜歡歐陽凱。記憶有缺口，城隍說其並非自殺。                                                                          | 4-6               |
| 程予希 | 姚慕青   | 東誼科大中文系校花、富家千金 被上吊自殺的高嘉琪附身的富家千金。                                                                                        | 4-6               |
| 柯素雲 | 邵守華   | 陳哲軒的媽媽，心臟病發而過世。到地府報到正準備轉世，但其中一部分的精魂被盧杞所控制。其魂魄被鍾馗調動來勸哲軒，後發現是被盧杞害死的。                   | 6-7,15            |
| 管麟   | 陳哲軒   | 鋼琴王子，因媽媽過世灰心喪志，盧杞的鬼打手。告訴鍾馗有關盧杞一切事物時被盧杞殺害。                                                                     | 5-9,14-15,20      |
| 邱偲琹 | 吳宇涵   | 吳青原女兒，吳婆婆的孫女。本來精神狀況失常，後變好，但體內依然還有惡鬼之氣。                                                                           | 8-10,16-17,19     |
| 洪言翔 | 魏雲漢   | 東誼科大資訊系的IT高手，盧杞的鬼打手，個性懦弱因恐懼而受盧杞控制，辜負吳宇涵的前男友，能用七星劍氣打傷小七。永夜時，逃走出來，最後為救宇涵而犧牲自己。 | 1,9-10,17,19-20   |
| 張國棟 | 土地公   | 被城隍、鍾馗下令注意吳青原。 | 8-9               |
| 周孝安 | 地府人員 | 拿萬年來有關人間花卉的記載給城隍的地府人員。在地府的輪迴處工作，已任職三千年，借給城隍地府資料室的通行證，讓他看極機密資料(千年前發生九星連環的記載)。 | 11,16,18          |
| 陳慕   | 程磊     | 東誼科大學生，鬼屋裡的工讀生，小花的主人，趙家俊要他賣惑心水（與亂心咒、狂音咒齊名）。                                                                 | 11-14             |
| 林芷瑈 | 花精     | 程磊所種的小花，修練成精，是心語在凡間的朋友。 | 12                |
| 李佳穎 | 狐仙     | 狐仙酒店老闆娘，被盧杞打成重傷，跟正南暗示大老闆就是盧杞。                                                                                             | 12-14             |
| 林健寰 | 家俊父   | 趙家俊的父親，手路菜是蔥油餅，因為趙家俊很愛吃這道菜，不過蔥油餅不夠鹹。                                                                               | 13                |
| 王傳一 | 司命星君 | 受秦廣王請託借給鍾馗神諭，並告訴他九星連環跟他有極大的關係，也是和孟婆、盧杞最後的轉折點。                                                             | 17,19-20          |

## 電視劇歌曲
| 曲別   | 歌名                                         | 演唱者         | 作詞   | 作曲                 |
| 片頭曲 | 喂，再看我一遍                               | 麋先生         | 吳聖皓 | 吳聖皓               |
| 片尾曲 | 千年以後                                     | 陳零九         | 陳零九 | 陳零九               |
| 插曲   | 升c小調第六號即興曲，作品66號《幻想》        | -              | -      | 弗雷德里奇·蕭邦      |
| 插曲   | 魔鬼圓舞曲                                   | -              | -      | 李斯特·費倫茨        |
| 插曲   | 升c小調第14號鋼琴奏鳴曲，作品27之2號《月光》 | -              | -      | 路德維希．范．貝多芬 |
| 插曲   | 如果你敢回頭                                 | 王欣晨、陳璽安 | 林正   | 林正                 |
| 插曲   | 回不去的回憶                                 | 小男孩樂團     | 米非   | 陶山                 |
| 插曲   | 溫蒂公主的侍衛                               | 告五人         | 潘雲安 | 潘雲安               |
| 插曲   | 嗜愛動物                                     | 麋先生         | 吳聖皓 | 吳聖皓、林喆安       |
| 插曲   | 穿越光年的孤獨                               | Tizzy Bac      | 陳惠婷 | 陳惠婷               |
| 插曲   | 我已成為我想要的我                           | 林逸欣         | 舒寧   | 黃明志               |
| 插曲   | 桃花籤                                       | 王語昕         | 王語昕 | 蔣榮宗               |
| 插曲   | 星點                                         | 王語昕         | 王語昕 | 蔣榮宗               |

## 收視率

### 台視週日首播收視率
| 臺灣 臺灣電視台 首播收视率 （AC尼爾森）                 |                |        |      |                                                                              |
| 集數                                                    | 播出日期       | 收视率 | 排名 | 備註                                                                         |
| 1                                                       | 2020年10月25日 | 1.19   | 1    | 24至30歲收視高達2.40                                                         |
| 2                                                       | 2020年11月1日  | 1.42   | 1    | 30至44歲收視高達2.93                                                         |
| 3                                                       | 2020年11月8日  | 1.37   | 1    |                                                                              |
| 4                                                       | 2020年11月15日 | 1.40   | 1    |                                                                              |
| 5                                                       | 2020年11月22日 | 1.47   | 1    |                                                                              |
| 6                                                       | 2020年11月29日 | 1.71   | 1    | 35至49歲男性收視高達2.71 45至54歲女性達2.4 25至44歲女性達2.39 工作女性達2.31 |
| 7                                                       | 2020年12月6日  | 1.67   | 1    | 25至39歲收視高達2.34                                                         |
| 8                                                       | 2020年12月13日 | 1.63   | 1    |                                                                              |
| 9                                                       | 2020年12月20日 | 1.41   | 1    |                                                                              |
| 10                                                      | 2020年12月27日 | 1.59   | 1    |                                                                              |
| 11                                                      | 2021年1月3日   | 1.60   | 1    |                                                                              |
| 12                                                      | 2021年1月10日  | 1.27   | 1    |                                                                              |
| 13                                                      | 2021年1月17日  | 1.48   | 1    |                                                                              |
| 14                                                      | 2021年1月24日  | 1.26   | 1    |                                                                              |
| 15                                                      | 2021年1月31日  | 1.36   | 1    |                                                                              |
| 16                                                      | 2021年2月7日   | 1.31   | 1    |                                                                              |
| 2021年2月14日，因適逢農曆春節假期期間，故暫停播出一次。 |                |        |      |                                                                              |
| 17                                                      | 2021年2月21日  | 1.18   | 1    | 34至44歲男性收視高達2.19                                                     |
| 18                                                      | 2021年2月28日  | 1.31   | 1    |                                                                              |
| 19                                                      | 2021年3月7日   | 1.40   | 1    |                                                                              |
| 20                                                      | 2021年3月14日  | 1.54   | 1    |                                                                              |
| 平均收視率                                              | 平均收視率     | 1.43   |      |                                                                              |

1. 同时段或交叉时段主要节目：
  - 華視《我的婆婆怎麼那麼可愛》/《未來媽媽》
  - 民視《黑喵知情》/《我在市場待了一整天》/《機動搜查隊MIU404》
  - 衛視中文台《她們創業的那些鳥事》
  - 中視《中餐廳系列》/《想見你》（重播）
  - 三立台灣台《超級紅人榜》
2. 数据由AGB尼爾森調查，調查範圍是四歲以上收看電視之觀眾。
3. 資料來源：台灣-偶像劇場

## 取景

#### 宜蘭縣
- 宜蘭湖山隱 （页面存档备份，存于）
- 羅東鎮 香格爾麵包：吳婆婆的麵包店
- 羅東鎮 醉甜 Drunk Sweet
- 頭城鎮 頭城文創園區
- 礁溪鄉 有朋會館
- 礁溪鄉 礁溪協天廟-忠義香客大樓
- 礁溪鄉 財團法人宜蘭縣私立竹峖身心障礙養護院
- 五結鄉 海田行館
- 三星鄉 僻靜住所D&L HOUSE
- 三星鄉 宜蘭水明漾私人 villa
- 三星鄉 聖嘉民老人長期照顧中心
- 三星鄉 聖嘉民啟智中心
- 冬山鄉 貝多芬田園渡假別墅
- 宜蘭市 CAFÉ SLOW TRAIN 咖啡館
- 宜蘭市 Le Temps 食光1998 餐廳

#### 台北市
- 士林區 臺北市立兒童新樂園
- 松山區 介壽里辦公處
- 松山區 民生公園
- 松山區 台北府城隍廟
- 松山區 麗華行電競旗艦館
- 中山區 台北時代廣場
- 中山區 圓山大飯店
- 中山區 SNOOPY Play Center 大直館
- 大同區 台北霞海城隍廟
- 士林區 陽明山國家公園
- 大安區 解憂雜貨店
- 大安區 JORYA旗艦店
- 萬華區 Miss GAME密室逃脫 西門旗艦店
- 北投區 山水香庭園野菜
- 內湖區 215歐廚
- 內湖區 GABIKAPI 咖啡
- 信義區 Sing!Go 聚唱KTV

| - 貢寮區 馬崗漁港 - 板橋區 板橋435藝文特區 - 板橋區 玫瑰公園 - 板橋區 新北市立圖書館總館 - 淡水區 聖約翰科技大學 - 三峽區 新北市客家文化園區 - 新莊區 丹鳳大旅館 - 汐止區 瑞士山莊 - 金山區 舊金山總督溫泉 | - 中壢區 龍騰富御建設 - 龍潭區 盧卡小鎮2 - 桃園區 貳樓咖啡 & music bar | - 溪州鄉 水尾震威宮 |

## 周邊商品
- 《天巡者》電視劇小說
  - 作者：李則攸、巫尚益 / 監製：三立電視
  - 出版社：台灣角川
  - 出版日期：2020年12月24日
  - ISBN 9789865241520

- LINE TV x《天巡者》LINE 官方貼圖
  - 內容：賀軍翔與邵雨薇有聲貼圖
  - 發行：三立電視

- 《天巡者》寫真書
  - 作者：三立電視
  - 出版社：水靈文創
  - 出版日期：2021年1月5日

- 《天巡者》2021桌曆
  - 作者：水靈文創
  - 出版社：水靈文創
  - 出版日期：2021年1月5日

## 大事記

### 2020年
- 2月19日，舉辦《天巡者》男主角發佈記者會。[3]
- 2月20日，舉辦《天巡者》開鏡儀式。[4]
- 7月13日，全劇殺青。
- 9月2日，舉辦《天巡者》角色發佈記者會。[5]
- 9月2日，釋放《天巡者》首波預告-中元普渡篇。[6]
- 9月22日，舉辦《天巡者》卡司記者會。[7] 釋放《天巡者》官方搶先看預告。[8]
- 10月22日，舉辦《天巡者》首映會並釋出片花。[9]
- 10月25日，台視主頻首播。
- 10月31日，三立都會台首播。賀軍翔、邵雨薇、陳璽安、張洛偍、程雅晨、王碩瀚出席《天巡者》台北見面會。[10]
- 12月19日，賀軍翔、邵雨薇、周曉涵、陳璽安、張洛偍、程雅晨出席《天巡者》台中見面會。[11]

## 製作團隊
- 導演：張晉榮、陳戎暉
- 執行導演：林清濬
- 總監：楊秋蘭、洪任中、徐志怡
- 監製：陳慕函
- 執行監製：曾瓊慧、廖庭儀、陳維澤
- 製作人：王智源、盧秀源
- 故事原創：王智源、盧秀源、陳景文
- 編劇統籌：林若晞
- 編劇群：陳景文、范、黃元蓓、蕭譯瑋
- 製作公司：三立電視、伸鋐國際事業有限公司、大岱影視創意股份有限公司
- 冠名贊助
  - 台視：大誠保險經紀人
  - 三立都會台：S+DIAMOND 鑽美肌（第1-6集）、鑽美姬保養品（第7-20集）
  - Vidol影音：S+DIAMOND 鑽美肌（第1-6集）、鑽美姬保養品（第7-20集）
- 動作指導：張崇玹（中泰）
- 動作組：張書宇、陳譽仁、洪亘

## 外部連結
- 官方网站－台視
- 官方网站－三立
- 三立華劇的Facebook專頁
- 三立華劇的Instagram帳戶
- YouTube上的三立華劇頻道
- 在Netflix上觀看《天巡者》

## 作品的變遷
| 臺灣 台視主頻 每週日 22:00－23:30           | 臺灣 台視主頻 每週日 22:00－23:30 | 臺灣 台視主頻 每週日 22:00－23:30 |
| ------------------------------------------- | --- | --------------------------------- |
|                                             | 天巡者 （2020年10月25日-2021年3月14日）天巡者疫起守護你 （8月22日改為23:40- 01:20播出） （8月29日起改為23:45 - 01:15播出） （2021年6月20日－2021年8月15日）                                                                        |                                   |
| 浪漫輸給你 （2020年6月7日－2020年10月18日） | 戀愛是科學（第1-10集） （2021年3月21日－2021年5月23日）戀愛是科學防疫懶人包 （2021年5月30日－2021年6月13日） 戀愛是科學 （9分鐘的濃縮片段、重播第10集） （2021年8月22日）戀愛是科學（第11-18集） （2021年8月29日－2021年10月17日） |                                   |

| 臺灣 三立都會台 每週六 22:00－23:30                       | 臺灣 三立都會台 每週六 22:00－23:30 | 臺灣 三立都會台 每週六 22:00－23:30         |
| --------------------------------------------------------- | --- | ------------------------------------------- |
|                                                           | 天巡者 （2020年10月31日－2021年3月20日） |                                             |
| 浪漫輸給你 （2020年6月13日－2020年10月24日）              | 戀愛是科學（第1-10集） (2021年3月27日－2021年5月29日）戀愛是科學防疫懶人包 （2021年6月5日－2021年6月19日） 你有念大學嗎？(重播) （2021年6月26日－2021年7月3日）未來媽媽(重播) （2021年7月10日－2021年8月21日）戀愛是科學 （重播第10集） （2021年8月28日） 戀愛是科學（第11－18集） （2021年9月4日－2021年10月23日） |                                             |
| 每週五 22:00 - 23:30                                      | |                                             |
| 浪漫輸給你 （2020年6月19日－2020年10月30日）              | 天巡者 （2020年11月6日－2020年11月20日） | 未來媽媽 （2020年11月27日－2021年3月12日）  |
| 每週一至週五 20:00 - 21:00                                | |                                             |
| 後菜鳥的燦爛時代（重播） （2022年12月2日－2023年1月10日） | 天巡者（重播） （2023年1月11日－2023年2月24日） | 台灣X檔案 （2023年2月27日－-2023年6月16日） |